# Сбитые с толку. Почему наши интуитивные представления о мире часто ошибочны
Сбитые с толку. Почему наши интуитивные представления о мире часто ошибочны (англ. Scienceblind. Why Our Intuitive Theories About the World Are So Often Wrong) — научно-популярная книга Эндрю Штульмана, изданная в 2017 году на английском языке в издательстве Basic Books, посвящена вопросам интуитивного восприятия мира человеком и его заблуждениям.
Первая половина книги посвящена физике (теории вещества, энергии, гравитации, движению, космосу и земле), а вторая — миру биологии (теориям жизни, роста, наследственности, заболеваний, адаптации и происхождения). На русский язык была переведена Василием Гороховым и издана в 2020 году.

## Содержание
В книге Штульмана, профессора когнитивной науки в Оксидентал-колледж, приводится убедительный и тревожный аргумент об устойчивости отрицания науки, который имеет даже более широкие последствия для состояния общественного дискурса. Отметив, что отрицание науки — явление не новое, Штульман называет причину его устойчивости, о которой читатели книги, возможно, не подозревали: интуитивные теории, и поверхностное понимание современным обществом того как устроен мир с точки зрения физики и биологии.
Догадки часто оказываются неверными, но они дают людям уверенность в том, что они понимают больше, чем есть на самом деле. Он отмечает, что опасность, которую представляют интуитивные теории, усугубляется сложностью выхода за их пределы при наличии противоречивых доказательств. Перестройка взглядов трудна, но не невозможна, утверждает Штульман, если мы «запачкаем руки в деталях самого знания: понятиях, которые необходимо дифференцировать, разрушить, переанализировать или отбросить».
С точки зрения автора, люди рождены для познания мира, но к сожалению, они обычно ошибаются, и принимают за истину плохие околонаучные теории, которые искажают их познание. Автор задаётся рядом вопросов, например: Почему мы простужаемся? Что вызывает смену времен года? А если вы выпустите пулю из пистолета одной рукой, а другой уроните такую же пулю из другой руки, какая пуля упадёт на землю первой? В трудную минуту человек почти всегда отвечает на эти вопросы неправильно. Хуже того, что большинство людей регулярно неправильно понимает фундаментальные свойства окружающего нас мира.
В книге «Сбитые с толку» когнитивный психолог показывает, что корень наших заблуждений кроется в теориях о мире, которые у людей формируются в детстве. Они не только ошибочны, но и закрывают разум для несовместимых с ними идей, делая людей неспособными к изучению науки в дальнейшем. Как же правильно познать мир? Автор считает, что люди должны разрушить свои интуитивные теории и перестроить знания с их фундамента. Наградой будет не только более точная картина мира, но и более чёткие решения многих противоречий — о вакцинах, изменении климата или эволюции, и многих других.
Среди прочего, автор отмечает в книге, что однажды Галилей как-то сказал, что все истины легко понять, когда их уже открыли; смысл в том, чтобы их открыть. Он ошибался. Есть очень много истин, которые понять непросто, потому что они отвергают самые первые, самые доступные представления о том, как устроен мир.
Также автор отмечает, что пергамент — дорогой материал, поэтому монахи часто использовали его повторно, не стирая до конца предыдущие записи. Наш разум действует схожим образом: записывает новые научные теории поверх старых интуитивных, поэтому и те и другие могут включиться одновременно и дать конкурирующие объяснения и прогнозы. Эта книга повествует как раз о таких истинах. Она объясняет, почему эти истины ускользают от нас и как их можно уловить.